# Pemuco
Pemuco är en kommun i Chile.   Den ligger i provinsen Diguillín och regionen Ñuble, i den södra delen av landet, 400 km söder om huvudstaden Santiago de Chile.
Trakten runt Pemuco består till största delen av jordbruksmark. Runt Pemuco är det glesbefolkat, med 18 invånare per kvadratkilometer.